# Zaza Kedelašvili
Zaza Kedelašvili (* 12. listopadu 1985 Kvemo Kedi, Sovětský svaz) je bývalý gruzínský zápasník–judista.

## Sportovní kariéra
Začínal s gruzínským zápasem čidaoba v oblasti Dedoplisckaro. Jako talentované juniora si ho trenéři stáhli do Tbilisi. V gruzínské seniorské reprezentaci vedené Šotou Chabarelim se objevoval od roku 2003 v pololehké váze do 66 kg a lehké váze do 73 kg. Do pololehké váhy obtížně shazoval, přesto v této váze získal v roce 2008 svůj třetí titul mistra Evropy v řadě. Na olympijských hrách v Pekingu však celou noc před ranním vážením shazoval dotatečná kila a na jeho fyzické kondici se to projevilo. V úvodním kole olympijského turnaje prohrál v prodloužení s Maďarem Miklósem Ungvárim. O roku 2009 startoval stabilně v lehké váze, ale kvůli neshodám s novým vedením svazu v roce 2011 v reprezentaci skončil a prakticky ukončil sportovní kariéru.
Od roku 2012 se věnuje politické činnosti za Sjednocenou národní stranu.

## Výsledky
| Turnaj             | 2002           | 2003           | 2004           | 2005           | 2006           | 2007           | 2008           | 2009  | 2010  |
| Turnaj             | 17             | 18             | 19             | 20             | 21             | 22             | 23             | 24    | 25    |
| Turnaj             | pololehká váha | pololehká váha | pololehká váha | pololehká váha | pololehká váha | pololehká váha | pololehká váha | lehká | lehká |
| ------------------ | -------------- | -------------- | -------------- | -------------- | -------------- | -------------- | -------------- | ----- | ----- |
| Olympijské hry     |                |                | —              |                |                |                | úč.            |       |       |
| Mistrovství světa  |                | —              |                | —              |                | úč.            |                | úč.   | úč.   |
| Mistrovství Evropy | —              | —              | —              | —              | 1.             | 1.             | 1.             | —     | 5.    |
| ME do 23 let       |                | —              | —              | 3.             | —              | —              |                |       |       |
| MS juniorů         | —              |                | 2.             |                |                |                |                |       |       |
| ME juniorů         | 2.             | úč.            | úč.            |                |                |                |                |       |       |